# Węgierska Formuła Easter
Węgierska Formuła Easter (węg. Forma Easter) – cykl wyścigów samochodowych według przepisów Formuły Easter, organizowany w ramach mistrzostw Węgier.

## Historia
W przeciwieństwie do innych krajów bloku wschodniego, jak Czechosłowacja, NRD, Polska czy ZSRR, na Węgrzech wyścigi płaskie Formuły Easter nie były rozgrywane w latach 70. W drugiej połowie tej dekady samochody Formuły Easter rywalizowały jedynie w ramach wyścigów górskich. Pierwsza edycja wyścigów płaskich Formuły Easter odbyła się w 1982 roku, a wygrał ją Csaba Kesjár. Kesjár zdobył ponadto jeszcze tytuły w latach 1983–1985, po czym rozpoczął ściganie się w Austriackiej Formule Ford. W tym okresie w Węgierskiej Formule Easter ścigały się Estonie i Metaleksy, ale również zbudowany przez Zoltána Szabó samochód Sróf. Następnie trzykrotnie z rzędu mistrzem serii został László Kálmándy Pap. W 1989 roku powrócono do rywalizacji w kategorii Formuły Easter jedynie w wyścigach górskich. W 1990 roku zlikwidowano Formułę Easter, a samochody tej serii ścigały się w ramach dywizji 3, rywalizując razem z m.in. Osellami i Reynardami. Od 1992 roku te pojazdy rywalizowały w Formule 1600.

## Mistrzowie
| Sezon | Mistrz              | Zespół            | Samochód      |
| ----- | ------------------- | ----------------- | ------------- |
| 1982  | Csaba Kesjár        | Budapest Volán SC | MTX 1-06-Łada |
| 1983  | Csaba Kesjár        | Budapest Volán SC | MTX 1-06-Łada |
| 1984  | Csaba Kesjár        | Budapest Volán SC | MTX 1-06-Łada |
| 1985  | Csaba Kesjár        | Budapest Volán SC | MTX 1-06-Łada |
| 1986  | László Kálmándy Pap | Budapest Volán SC | MTX 1-06-Łada |
| 1987  | László Kálmándy Pap | Ikarus SE         | MTX 1-06-Łada |
| 1988  | László Kálmándy Pap | Budapest Volán SC | MTX 1-06-Łada |